# Una voglia assurda
Una voglia assurda è un singolo del rapper italiano J-Ax, pubblicato il 29 maggio 2020 come primo estratto dalla riedizione del settimo album in studio ReAle.

## Video musicale
In concomitanza con la pubblicazione del singolo, è stato pubblicato, attraverso il canale YouTube del rapper, un lyric video del brano, seguito l'8 giugno successivo dal video.

## Tracce
1. Una voglia assurda – 2:54

## Successo commerciale
Una voglia assurda ha ottenuto un discreto successo in Italia, esordendo in Top 30 nella Top Singoli, classifica dove il singolo è rimasto per diciotto settimane. Al termine dell'anno è risultato essere il 98º brano più trasmesso dalle radio.

## Classifiche
| Classifica (2020) | Posizione massima |
| ----------------- | ----------------- |
| Italia            | 29                |